# O Arco de Sant'Ana
O Arco de Sant'Ana é um romance histórico em dois volumes de Almeida Garrett, publicados respectivamente em 1845 e 1850, baseado na anedota (particularidade curiosa que acontece à margem dos eventos mais importantes, e por isso é pouco divulgada, de uma determinada personagem ou passagem) histórica, segundo a qual Dom Pedro I teria açoitado com suas próprias mãos o bispo do Porto, no palácio episcopal.

## Personagens
- Gertrudes - rapariga de 16 anos, instigadora de uma revolta popular
- Vasco - namorado de Gertrudes, estudante

## Adaptação para Ópera
Tornou-se ópera em quatro actos, com libreto extraído do romance de Garrett e música de Sá Noronha (1820-1881), estreada no Teatro de São João do Porto, em 1867, e cantada no ano seguinte no São Carlos.
"O público fez o mais lisonjeiro acolhimento à ópera, prodigalizando entusiásticos aplausos aos cantores. A composição de Noronha tinha algum merecimento, mas estava longe de justificar as ovações que lhe fizeram. Mas se o público assim aplaudia os que cantavam a ópera do maestro português, resolveu desforrar-se pateando os que se tinham recusado a cantar a composição nacional."